# Christian Jouanin
Christian Jouanin (Paris, 1925 - 8 de novembro de 2014) foi um ornitólogo francês, especialista em petréis. Ele trabalhou para o Museu Nacional de História Natural de Paris e foi vice-presidente da União Internacional para a Conservação da Natureza e dos Recursos Naturais. Fez muitos trabalhos de campo, nomeadamente com petréis no Oceano Índico e Madeira, e descreveu várias espécies novas.